# Lauren Potter
Pour les articles homonymes, voir Potter.
Lauren Elizabeth Potter, née le 10 mai 1990 à Inland Empire en Californie, est une actrice américaine. Elle est surtout connue pour son rôle de Becky Jackson dans la série télévisée américaine Glee.

## Biographie
Lauren Potter naît le 10 mai 1990 à Inland Empire en Californie. Elle est atteinte de trisomie 21. Elle est élève de la Poly High School. En 2007, elle joue son premier rôle dans le film Mr. Blue Sky où elle interprète le rôle de Andra Little jeune. Ce film raconte l'histoire d'une personne atteinte du syndrome de Down qui tombe amoureuse d'un garçon.
En 2010, elle rejoint le casting de Glee dans le rôle de Becky Jackson, l'assistante de Sue Sylvester, jouée par Jane Lynch. Elle a passé les auditions par l'intermédiaire de l'agence "Heart and Hands" qui fait partie de la Down Syndrom Association of Los Angeles.
Elle a pour projets de rejoindre la Riverside School District’s Project Team qui est un programme spécial de remise à niveau pour les personnes avec un handicap physique ou mental et qui souhaitent s'insérer dans la vie.
Elle compte continuer sa carrière dans le milieu du cinéma et de la télévision.

## Filmographie

### Cinéma
- 2007 : Mr. Blue Sky : Andra Little jeune
- 2021 : Ceux qui veulent ma mort : Serveuse #2

### Télévision
- 2009-2015 : Glee : Becky Jackson (56 épisodes)
- 2012 : Leader of the Pack : Jenny
- 2016 : Veep : Polly (saison 5, épisode 7)
- 2017 : Switched : Nina (saison 5, épisode 10)
- 2018 : Drunk History : Ventilator Woman (saison 5, épisode 5)
- 2019 : Chicago Med : Barbara Duncan (saison 4, épisode 12)

### Son rôle dans Glee
Le personnage de Becky Jackson apparaît donc dans la série télévisée Glee. Becky est un membre des Cheerios atteinte du syndrome de Down. Sue Sylvester l'a prise comme son acolyte dans l'équipe dans l'épisode Wheels, après avoir auditionné pour la place. Sue l'a recrutée car elle lui rappelle sa sœur Jean qui présente le même syndrome. Elle deviendra co-capitaine des Cheerios.
Becky est une vraie "bitch". Elle fait preuve d'une répartie cinglante qu'elle ponctue d'un "j't'ai cassé" ("snap !" En VO)
Après l'obtention de son diplôme elle part dans une université spécialisée, puis revient auprès de Sue pour la saison 6.
Malgré son caractère bien trempé, Becky est très attachante. Elle est émouvante, notamment quand Puck la nomme Reine du "contre bal de promo" et va danser avec elle en portant une couronne en carton de bière mais aussi quand le Glee club lui offre le trophée du meilleur arbre de Noël. 
Becky est aussi connue pour la destruction répétée de xylophone et son soupir d'agacement qui suit ses sarcasmes.

## Distinctions

### Récompenses
- AAPD Awards (American Association of People with Disabilities) : la série Glee est récompensée pour avoir réussi à faire passer un bon message vis-à-vis des personnes handicapées. Prix décerné à Lauren Potter (Becky dans la série).